# القبر المجهول (رواية)
صدرت رواية القبر المجهول للكاتب الموريتاني أحمد ولد عبد القادر في عام 1982عن دار النشر مؤسسة الشيخ مربية لحماية التراث والثقافة، وقد تم اختيارها من قبل اتحاد الكتاب العرب لتصبح واحدة من أفضل 100 رواية عربية صدرت حتى نهاية القرن العشرين.

## عن الكاتب
القبر المجهول هي رواية كتبها احمد ولد عبد القادر. ولد الشاعر أحمد ولد عبد القادر سنة 1941م في بادية أبي تلميت، وكتب عنه «عائد عميرة» يقول «أحد أبرز الأدباء الموريتانيين الذين جمعوا بين الإبداع الشعرى والرواية، قيل عنه إنه عشق الشعر إلى حد الهيام، ومارسه إلى حد الإدمان، وأبدع فيه إلى حد التألق والنجومية، وكان أحد آباء الرواية العربية الصحراوية. وقد ساعده الوسط العلمي والأدبي الذي نشأ فيه في بادية بوتلميت، ولاية الترارزة بالجنوب الغربي الموريتاني في تطوير موهبته الأدبية.».

## عن الرواية
تكشف رواية «القبر المجهول» بأسلوب رمزي عن العلاقة الوطيدة بين مجتمع «الزمر»، والبنية النفسية والاجتماعية للمجتمع المدني، ويعتبر ولد عبد القادر مؤسسا وأبا شرعيا للرواية الموريتانية، ويرى الكاتب أحمد أنه «أحد الآباء الكبار للرواية العربية الصحراوية، فقد كانت على يديه رواية» طبيعية سلسة«، متموجة تموج السراب والرمل، مترامية الأطراف فسيحة الأقطار كصحراء» الرُقيطة«تلهو فيها العواصف والبشر، ويتعانقان عناق وجود حميم».
عنوان الرواية يشد القاري ويجعل تفكيره يدور بكل الاتجاهات السياسية والاجتماعية ليكتشف عند الغوص فيها انها قصة حب وتضحية.
انها رواية سردية تعكس الواقع والعادات والتقاليد الموريتانية استلهم الكاتب موضوعه من بيئته. تبدأ الرواية بوصف القبر المهجور في الصحراء حيث تتناوب عليه البشر والأهوال والأحوال الجوية. الرواية ذات جمل قصيرة. أسماء محلية من بيئة الكاتب مختارة لتناسب المجتمع وأدوار الشخصيات. فلكل اسم مكانه تاريخية طويلة. قبرا في الصحراء أظهر خبايا الطبقة الفقيرة والألاعيب المجتمعية.
قامت الرواية على صراعات بين 3 قبائل أثمر الحب بين بنت العم وابن العم عن حمل غير شرعي دفن بيد امه.
في الرواية وصف دقيق يعيش القارئ فيه حياة البداوة والصراعات القبلية. من المعروف ان موريتانيا بلد المليون شاعر فلا عجب ان تكون هذه الرواية السردية بداية للنثر في الأدب الموريتاني الذي ظل فترة طويلة يعتمد حكايات الجدات الشفهية التي تسرد في ليالي الصحراء.